# مرد وینیبگو
«مرد وینیبگو» (انگلیسی: Winnebago Man) یک فیلم مستند آمریکایی است که در سال ۲۰۰۹ منتشر شد.

## موضوع فیلم
«جک ربنی» از معروف‌ترین افرادی است که تابحال اسمش را نشنیده بودید، تا اینکه شروع به ساخت ویدیوهای زیرزمینی می‌کند و ستاره‌های اینترنتی تحویل جامعه می‌دهد. کارگردان، بن استین‌باور، در این مستند ماجراهای جک ربنی را دنبال می‌کند که چگونه ناخواسته تبدیل به چنین شخصیتی شد.